# 7092 Cadmus
A 7092 Cadmus (ideiglenes jelöléssel 1992 LC) egy földközeli kisbolygó. Carolyn Shoemaker, Eugene Merle Shoemaker fedezte fel 1992. június 4-én.